# Scinax x-signatus
Scinax x-signatus és una espècie de granota que es troba al Brasil, Colòmbia, Guyana, Surinam i Veneçuela.